# Домашнее обучение

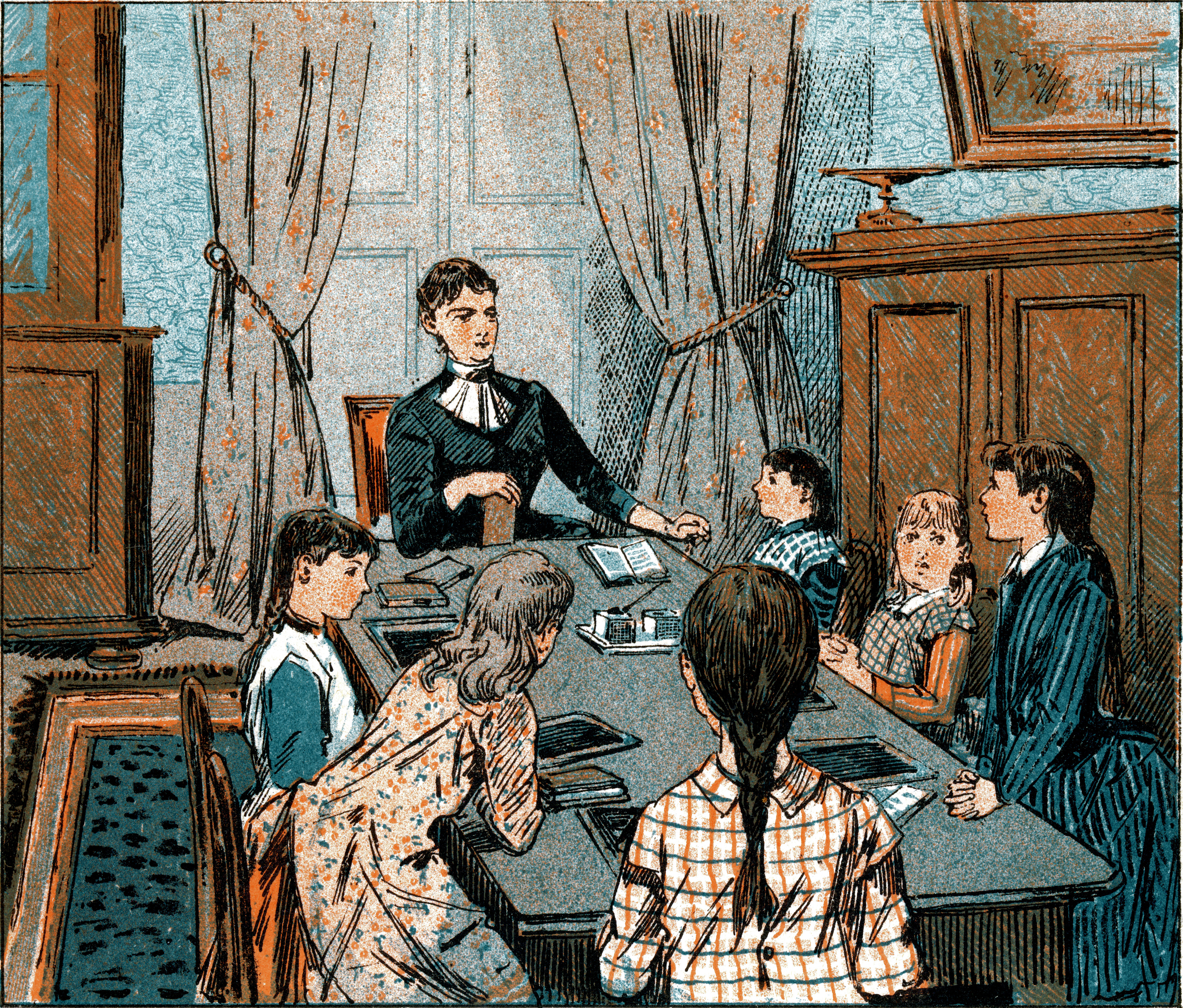

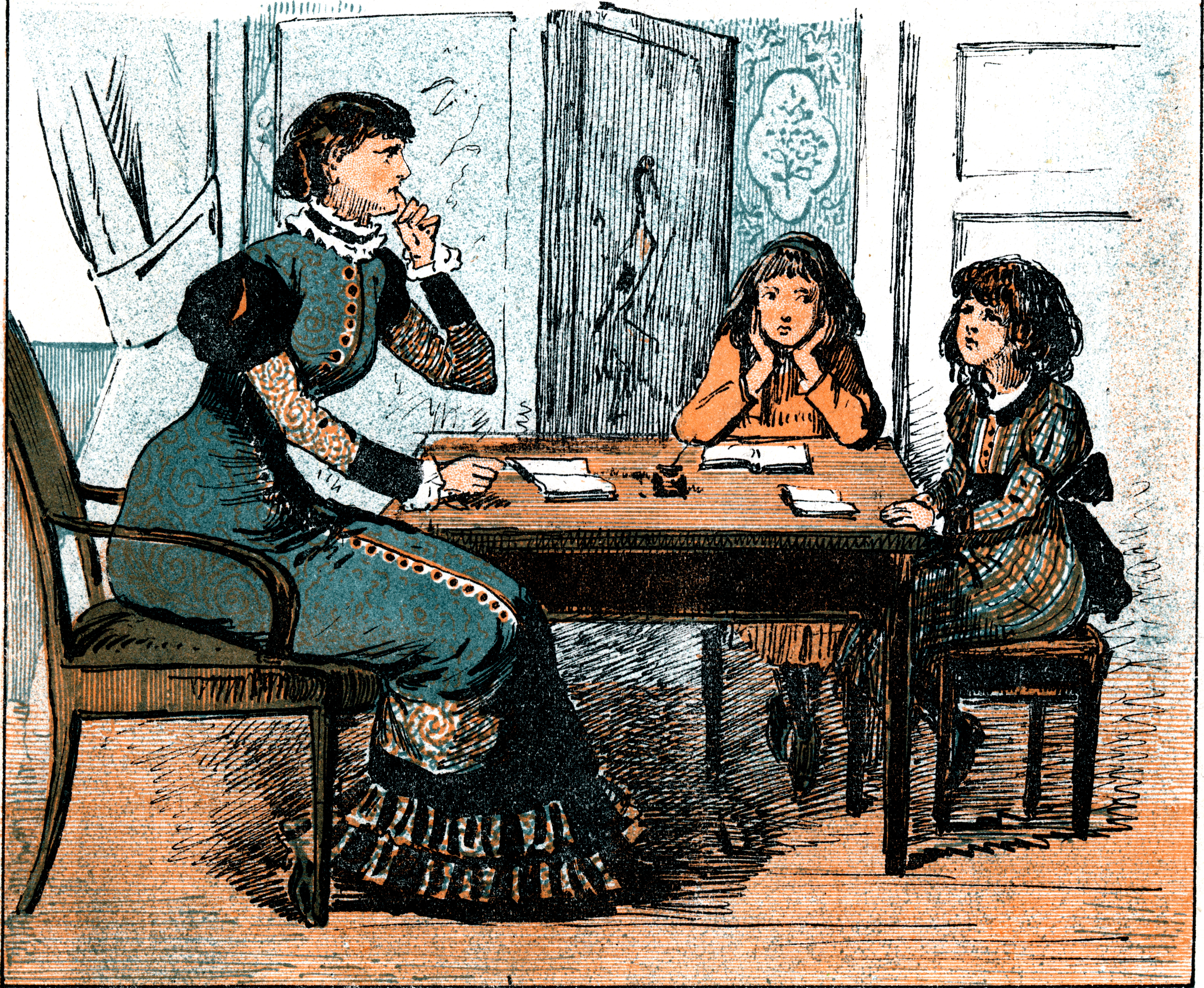

Домашнее обучение (обучение на дому, разг. надомное обучение, надомка) — способ получения образования, который предполагает изучение общеобразовательных предметов вне школы (дома, в образовательных центрах).
В некоторых государствах учащиеся должны проходить обязательную аттестацию в школе (промежуточная), а также обязаны пройти итоговую аттестацию.
Домашнее обучение — самая древняя форма получения образования, которая появилась задолго до первых школ. На протяжении многих веков домашнее обучение было единственным способом получить образование.
Изначально эта форма была доступна лишь обеспеченным семьям, у которых было время обучать собственных детей или средства нанять преподавателя. Впрочем, к домашнему обучению можно отнести и передачу основных навыков ведения домашнего хозяйства, и обучение ремёслам.

## История
В Древней Греции домашние педагоги были ещё и воспитателями-наставниками, которые обсуждали с юношами (девушки образования обычно не получали; исключением была Спарта) вопросы нравственности, добродетели, философии и многие другие.

### Домашнее обучение в России
В допетровской России образование давали в основном только русские учителя, а иностранцы чаще всего к обучению не допускались. Грамоту дети изучали по церковным книгам (Часослов, Псалтырь, Евангелие).
Новый этап в развитии домашнего обучения в России наступил с воцарением Петра I и становлением в государстве светской культуры. Однако получить образование могли в основном дети, принадлежащие к аристократическому или купеческому сословию.
Во времена СССР домашнее обучение было практически исключено, и применялось крайне редко к учащимся, которые физически не могли посещать школу (в частности, к инвалидам-колясочникам).
Начиная с 90-х годов прошлого века, в РФ и странах СНГ данная форма обучения обрела «новую жизнь». Стало возможным оформление домашнего обучения обычным школьникам (а не только инвалидам с тяжёлыми диагнозами). Но для этого, как правило, также требовались определённые медицинские показания в соответствии с перечнем заболеваний, который давал право на такую форму обучения по состоянию здоровья.
В современной России в соответствии с законом «Об образовании в Российской Федерации» предусмотрены две формы получения образования вне школы: семейное образование и самообразование.